# Sud eau nord déplacer
Pour plus de détails, voir Fiche technique et Distribution.
Sud eau nord déplacer est un documentaire français réalisé par Antoine Boutet, sorti en 2015.

## Synopsis
Sur une idée du président Mao Zedong, le gouvernement chinois lance le plus gros chantier de transfert d'eau au monde : « Nan Shui Bei Diao », littéralement « Sud Eau Nord Déplacer ». L'objectif : acheminer l'eau du sud vers le nord du pays, et notamment du fleuve Yangzi Jiang vers la capitale Beijing. Les conséquences : les déplacements de population et le bouleversement des écosystèmes.

## Fiche technique
- Titre : Sud eau nord déplacer
- Scénario et réalisation : Antoine Boutet
- Montage son : Alexandre Hecker
- Musique : Andy Moor, Yannis Kyriakides
- Production : Julie Paratian (Sister Productions), Les Films du présent
- Distributeurs : Zeugma Films
- Genre : documentaire
- Format : DCP, couleur
- Durée : 110 minutes (1h50)
- Date de sortie : 28 janvier 2015 en France

## Distinctions

### Récompenses
- 2009
  - Mention spéciale du jury FIDLab dans le cadre du festival international de cinéma de Marseille (sous le titre Voies de traverse, dans un format de 90 minutes)[1]
- 2013
  - Lauréat de l'aide à la postproduction « Films en cours » au festival du film de Belfort[2]

### Nominations
- 2014
  - Festival international du film francophone de Namur (catégorie « Regards du présent »)[3]
  - Festival international du film de Locarno (catégorie « Cinéastes du présent »)[4]

## Réception
- Adrien Mitterand (Critikat) estime que « par un montage tout en collisions de textures et compressions du temps, le cinéaste parvient à transformer en expérience esthétique et émotionnelle l’implacable mise au pas d’un territoire[5]. »
- Clément Ghys (Libération) se réjouit que « la dimension humaine ne cesse de prendre de l’importance au fil du film, d’abord silencieux puis rempli des paroles dénonciatrices de citoyens furieux. À la démence de Nan Shui Bei Diao, Antoine Boutet lui oppose des témoignages[6]. »
- Le réalisateur recueille par moments des témoignages sur d'autres problèmes de démocratie en Chine. Selon Marie Soyeux (La Croix), « ce choix confère au documentaire une poésie certaine, et d’étonnantes digressions. Il peut aussi finir par perdre son spectateur, donnant le sentiment que certains témoignages ont été maladroitement greffés à l’ensemble[7]. »
- Pour Nicolas Azalbert (Cahiers du cinéma), « Boutet ne se contente pas, dans un seul souci esthétique, de filmer les assèchements dus au transfert d'eau, il se concentre aussi sur leurs sédiments, conséquences politiques qu'ils entraînent[8]. »

## Autour du film
- Sud eau nord déplacer a été tourné en mandarin.
- Concernant la population, le sous-titrage parle de « migrants » alors qu'il s'agit de déplacés.
- Antoine Boutet a filmé un autre chantier de barrage chinois dans son documentaire Zone of Initial Dilution, sorti en 2006. Cette année-là, le cinéaste chinois Jia Zhangke tournait deux films sur le même sujet.